# 大岩街道
大岩街道（おおいわかいどう）は、稲荷山と桃山丘陵・大岩山の間の峠道。京都府京都市山科区勧修寺と伏見区深草を東西につないでいる。

## 概要
大津街道（滋賀県道・京都府道35号大津淀線）の一部として、江戸方面から京都を通らずに大阪へ直行する東海道五十七次のルートであった。
1879年（明治12年）より1921年（大正10年）まで東海道本線が並行していたが、東山トンネル・新逢坂山トンネル開通に伴う経路変更により廃線となった。現在は同線の跡地を内包する形で名神高速道路が並行している。
一部の区間（国立病院機構京都医療センターから深草飯食町交差点）は、かつての「第三軍道」であり（詳細は師団街道を参照）、本来は、西岸寺前で伏見街道（直違橋通）に接続する。

## 環境問題
大岩街道を挟んで隣接する稲荷山や大岩山を含めた地域では、以前より産業廃棄物の不法投棄や野焼きなどが行われ、住環境への悪影響が問題になっていたが、京都市が1996年（平成8年）より立入調査や違法行為に対しての指導などを行った結果、野焼きなど環境汚染をおよぼす行為はほぼ無くなった。しかし依然として残る違反建築物があるため、2006年（平成18年）に「大岩街道周辺地域の良好な環境づくりの指針」を定め、引き続き対策が行われている。
大岩山における廃棄物については、2008年（平成20年）からは行政や住民を交えて本格的な取り組みがなされている。※ 詳しくは、大岩山 (京都府)#環境問題を参照。
しかし2017年（平成29年）6月から11月にかけて、大岩山に大量の建設残土が持ち込まれて不法投棄されていたことが明らかになった。2018年（平成30年）の西日本豪雨の際に崩れたことで明らかになったものだが、大岩山とその付近は残土投棄の規制対象外となっており、不法投棄の業者に狙い撃ちにされているとの指摘がある。